# Isuzu Faster
Der Isuzu Faster (für Schnellere) war ein Pick-up, den Isuzu zwischen 1972 und 1994 auf dem Heimatmarkt anbot. Darüber hinaus wurde das Modell unter verschiedenen Namen weltweit bis 2002 angeboten und dann durch den Isuzu D-Max ersetzt.

## Erste Generation 1972–1980
Der Faster basierte auf dem Isuzu Florian und löste den Isuzu Wasp ab. Der Pick-up mit dem internen Kürzel KB20 für die kürzere und KB25 für die längere Radstandvariante, teilte sich viele Komponenten einschließlich der Türen und der Fahrzeugfront mit dem Isuzu Florian. Er wurde gemeinsam mit diesem im Werk Fujisawa in Kanagawa in Japan produziert.
Der Isuzu Faster war ein traditioneller Pick-up mit Leiterrahmen und einer starren, an Blattfedern aufgehängten Hinterachse. Die Vorderräder waren einzeln an doppelten Dreieckslenkern aufgehängt. Anders als beim vorhergehenden Wasp gab es auch eine Version mit langem Radstand, die als Doppelkabine lieferbar war. Es gab ihn mit einem 1584-cm³-Reihenottomotor mit 48 kW (65 PS) Leistung oder mit einem 1951-cm³-Dieselmotor mit 36 kW (49 PS). Auf einigen Märkten gab es auch einen 1817-cm³-Ottomotor mit 51 kW (72 PS). Alle hatten ein Schaltgetriebe mit vier Gängen.
1976 gab es eine Überarbeitung mit neuem Frontdesign, Scheibenbremsen vorne und nun war wahlweise ein 3-Stufen-Automatikgetriebe erhältlich.
Ab 1979 war Allradantrieb bei den Exportmodellen erhältlich mit dem Kürzel KB40.
In den meisten Exportmärkten wurde das Modell als Isuzu KB oder Isuzu Pick-up vertrieben. Da sich General Motors 1971 an Isuzu beteiligt hatte, wurde das Modell auch von GM als Chevrolet LUV angeboten.

### Südamerika/Nordamerika
Hier wurde der Vertrieb des Faster von General Motors übernommen. Dort wurde er als Chevrolet LUV vertrieben.

### Ozeanien
Holden importierte den Faster ab November 1972 unter dem Namen Chevrolet LUV. 1977 wurde das Modell als Isuzu KB vermarktet.

### Europa
In Europa wurde der Faster von Bedford und Opel als Bedford KB vermarktet, 
in vielen Märkten jedoch auch als Isuzu Pick-up oder Isuzu KB.

### Asien
Teilweise als Isuzu Faster oder nur Pick-up.

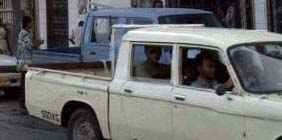
Faster Doppelkabine
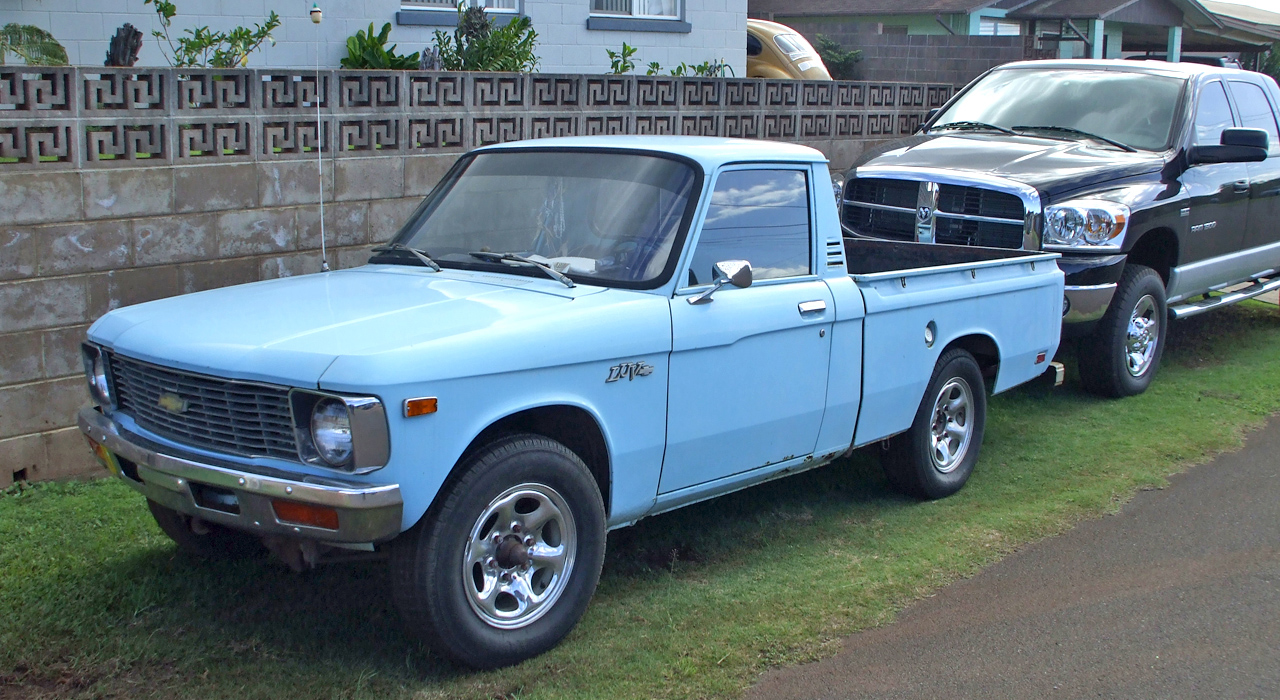
Chevrolet LUV

## Zweite Generation 1980–1988
Die zweite Generation wird weltweit auch als Isuzu KB bezeichnet. Der Grund war dieser Exportname des Faster II. Daneben wurde das Modell im Export auch Isuzu P'up genannt.
Erstmals bot Isuzu auf dem Heimatmarkt ein SUV mit Allradantrieb an, den Isuzu Faster Rodeo. Dieser war vorerst nur für die Version mit kurzem Radstand verfügbar und hatte später einen Aufbau hinter der Fahrerkabine aus GFK. Zunächst gab es die gleichen Motoren und Getriebevarianten.
1983 startete das Modell überarbeitet mit neuen Motoren und Getrieben. Neben einem 2,2L Dieselmotor mit 45 kW/61 PS gab es nun auch einen 2,5L Dieselmotor mit 55 kw/75 PS. Ebenfalls neu war nun ein 2,0-Liter-Benzinmotor mit 58 kW/79 PS. Jeweils mit Fünfgang-Schaltgetriebe, je nach Markt optional oder serienmäßig erhältlich.
1984 fielen die vorher eingesetzten Motoren, die bereits im Vorgänger verbaut wurden, aus dem Programm. Zudem gab es nur noch 5-Gang-Schaltgetriebe.
1985 startete die Spacecab-Version. Hierbei handelte es sich um eine verlängerte Einzelkabine mit zusätzlichen Seitenfenstern und einer klappbaren Dreiersitzbank im Rückraum. Gleichzeitig erfolgte ein leichtes Facelift und ein neuer 2,3-Liter-Benzinmotor mit 80 kW/110 PS war erhältlich.
1987 wurde der Faster nochmals leicht überarbeitet mit neuem Kühlergrill. Außerdem war auf Wunsch eine Servolenkung erhältlich.

### Nordamerika
In Nordamerika gab es den Faster weiterhin als Chevrolet LUV, jedoch stellte General Motors 1982 den Verkauf des Chevrolet LUV zugunsten der eigenen entwickelten Chevrolet S-Serie ein.
Daher übernahm Isuzu den Vertrieb dort 1982 selbst unter dem Namen Isuzu P'up (kurz für Pick-up).

### Südamerika
Wie in Nordamerika wurde der Isuzu Faster hier unter dem Namen Chevrolet LUV angeboten.
Produziert wurde er für diesen Markt in Chile in CKD-Bausatz Weise bis zum Erscheinen des Faster TF 1988.

### Ozeanien
Hier bot Holden den Holden Rodeo an.

### Europa
Hier wurde das Modell weiterhin als Bedford KB oder Isuzu KB angeboten.

### Asien
Wieder als Isuzu Faster oder Isuzu KB.

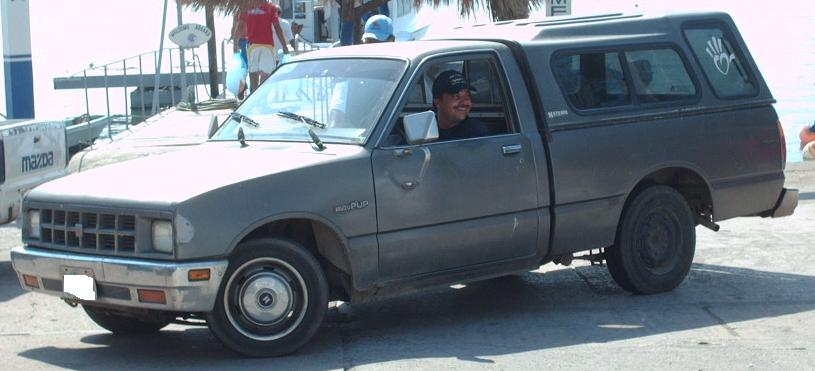
Isuzu P´up mit GFK Aufbau
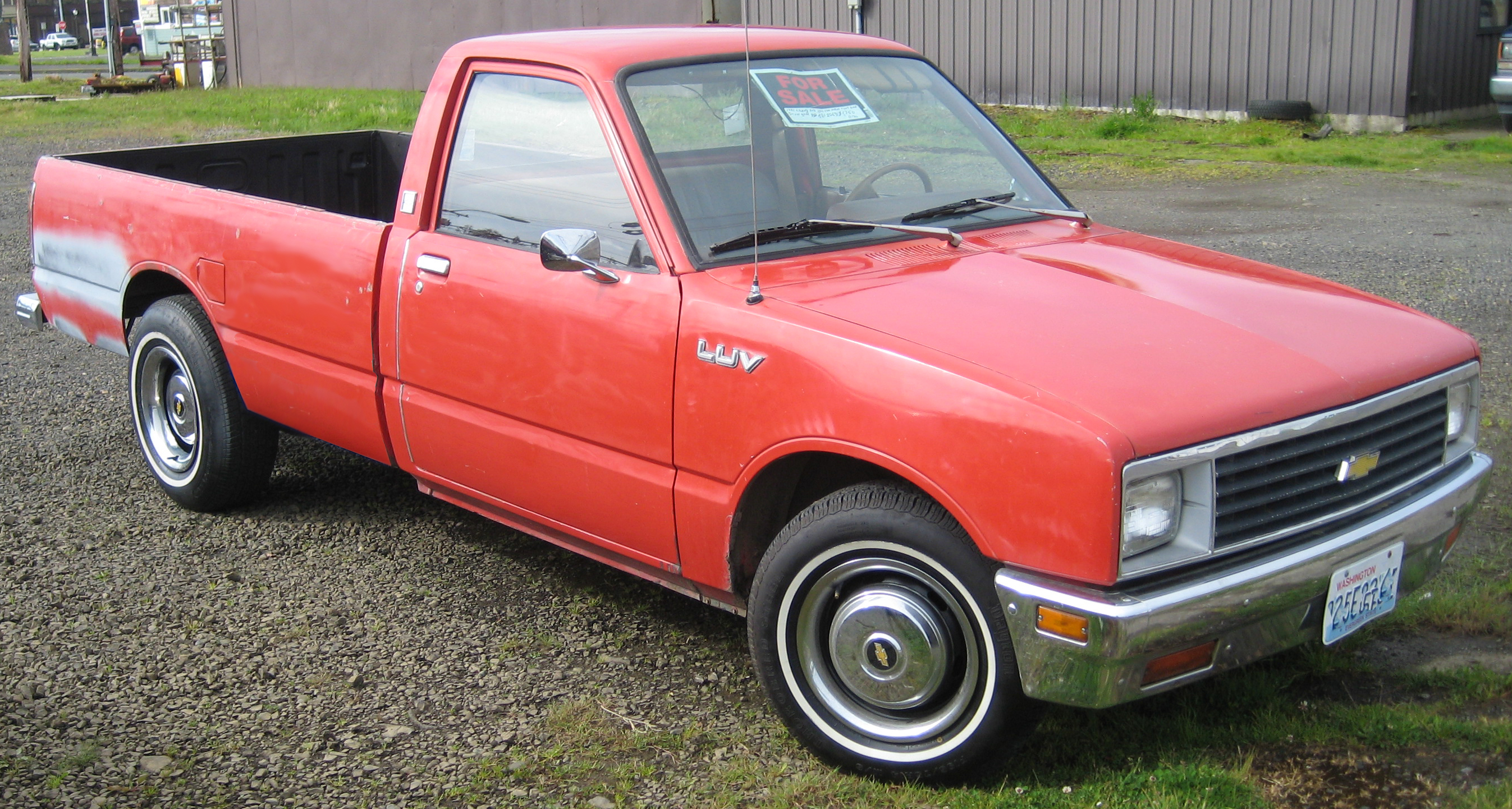
Chevrolet LUV
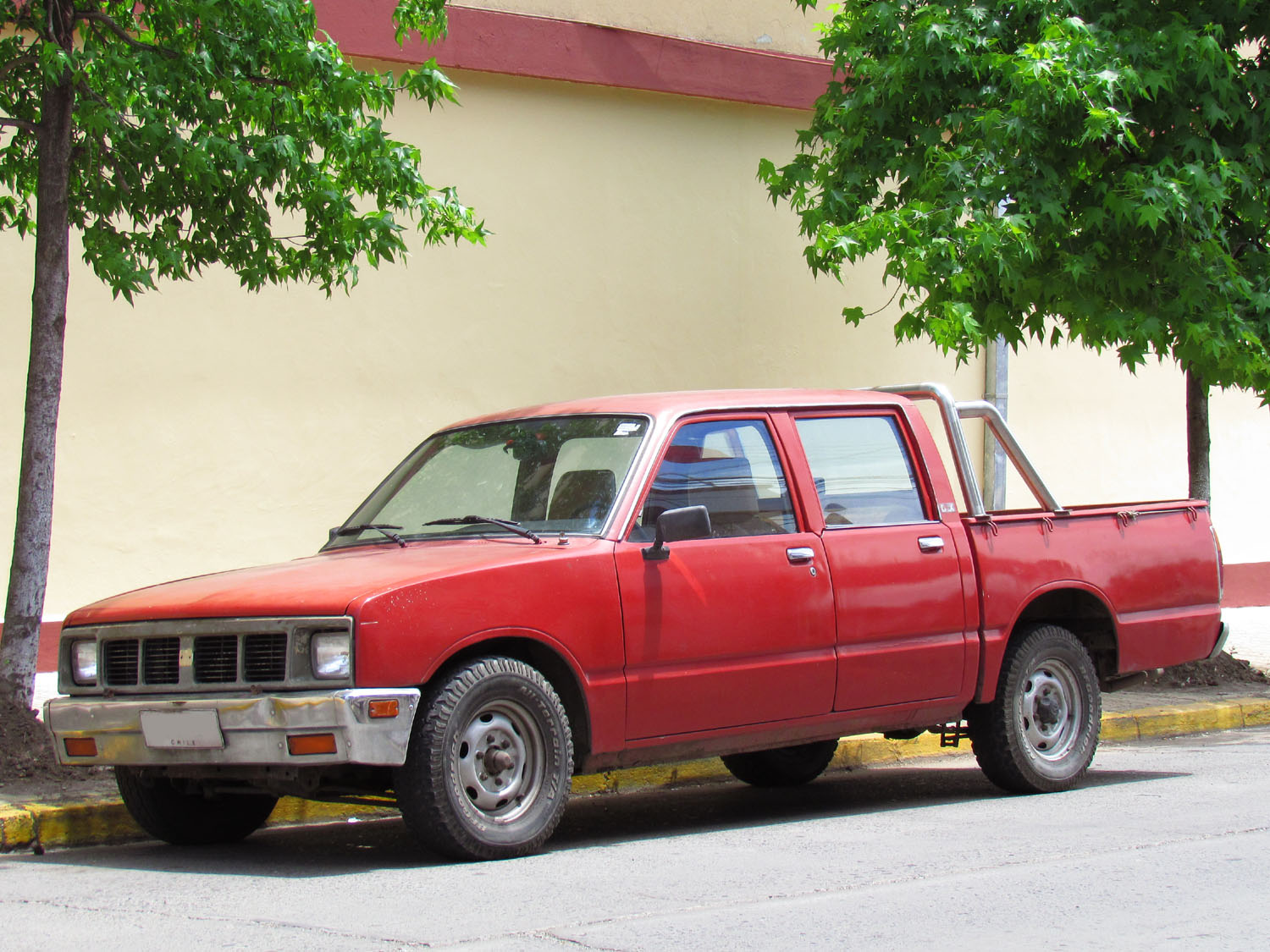
Chevrolet LUV Doppelkabine

## Dritte Generation 1987–2005
Im Mai 1988 erschien der Faster TF auf dem Heimatmarkt. Hier wurden nur die Hinterradantriebs-Modelle als Faster bezeichnet, während die Allrad-Modelle als Isuzu Rodeo bezeichnet wurden. Die Fahrerkabine war nun länger als beim Vorgänger mit größerer Windschutzscheibe. Als Antrieb kamen ein 2,2-Liter-Benzinmotor mit 85 kW/115 PS, ein 2,3-Liter mit 72kw/96 PS und ein 2,6-Liter mit 88 kW/120 PS zum Einsatz. Ein 2,8-Liter-Dieselmotor mit Turbolader und 74 kW/100 PS ergänzte das Angebot. Alle waren mit 5-Gang-Schaltgetriebe oder wahlweise 4-Stufen-Automatikgetriebe erhältlich.
Die bisherigen Karosserievarianten, eine zweitürige Einzelkabine, eine zweitürige Space Cab oder Sports Cab genannte verlängerte Einzelkabine sowie eine viertürige Doppelkabine wurden weiter angeboten. Daneben wurde der Faster mit GFK Aufbau zum Extended Cab. Neben dem Isuzu Rodeo wurde auch der Isuzu Wizard (in Europa Opel Frontera) auf Basis des Faster TF entwickelt.
1992 fand ein Facelift des Faster TF statt und ein 2,8-Liter-Turbodiesel mit Direkteinspritzung und einer Leistung von 81 kW/110 PS ersetzte den bisherigen Dieselmotor.
Im Oktober 1994 endete der Verkauf des Faster TF in Japan, wo er auch keinen Nachfolger erhielt.
1997 erhielt die Faster-TF-Serie ein Facelift mit runderem Frontdesign und neu gestaltetem Armaturenbrett, ähnlich dem 1995 bis 1997 gebauten Isuzu Wizard. Airbags für Fahrer und Beifahrer waren je nach Version nun serienmäßig.

### Nordamerika
In Nordamerika erschien der Faster TF-Serie bereits im Jahr 1987 als Isuzu Pick-up.
Produziert wurde er für den hiesigen Markt beim damals gemeinsam mit Subaru betriebenen Isuzu Werk Subaru-Isuzu Automotive in Lafayette (Indiana). Die einzigen verfügbaren Motoren waren der 2,6-l-Benzinmotor und von 1991 bis 1994 exklusiv ein GM-3,1-l-V6 Benzinmotor mit 89 kW/120 PS. 1996 ersetzte dort der Isuzu Hombre den Faster TF.

### Südamerika
Wie der Vorgänger wurde der Isuzu Faster TF hier wieder unter dem Namen Chevrolet LUV angeboten.
Wiederum wurde das Modell in CKD-Bauweise gefertigt und nach Bolivien, Peru, Argentinien, Mexiko, Uruguay, Paraguay, Kolumbien und Venezuela exportiert. Insgesamt wurden mehr als 220.000 Einheiten produziert.
In den späten 1980er Jahren begann eine ergänzende Montage in Bogotá durch Colmotores und in Quito bei Ómnibus BB Transportes (jetzt General Motors ÓBB) mit einem 1,6-Liter-Reihenvierzylinder-Benzinmotor mit 59 kW/80 PS. Erst im Oktober 2005 wurde hier die Produktion des Chevrolet LUV/Isuzu Faster TF eingestellt und durch den Isuzu D-Max ersetzt.

### Ozeanien
Holden führte die TF-Serie wiederum als Holden Rodeo ein. Ab 1998 gab es hier einen 3,2-Liter-GM-V6-Benzinmotor mit 140 kW/188 PS. Der 3,2-Liter-V6 war der stärkste Motor in einem klassischen Pick-up in Australien, bis er 2003 durch den neuen Rodeo auf Basis des Isuzu D-Max ersetzt wurde. Der Holden Rodeo wurde 2001 aktualisiert und erhielt einen neuen 3,0-Liter-V6-Common-Rail-Einspritzung-Dieselmotor mit 96 kW/129 PS neben Klarglasblinkergläsern und einem anderen Kühlergrill.

### Europa
Hier wurde das Modell ab 1988 als Isuzu Campo angeboten. Ab 1991 gab es dann denn Opel Campo bzw. Vauxhall Brava.
Ab 2002 wurde hier ebenfalls der Isuzu D-Max angeboten, im Vereinigten Königreich als Isuzu Rodeo. In Deutschland gibt es den D-Max erst seit 2006.

### Asien
Auf Asiatischen Märkten wurde das Modell teilweise als Isuzu Rodeo und Opel Campo angeboten.
Als Isuzu TFR, Isuzu Dragon Eyes, Isuzu Dragon Power und Honda Tourmaster in Thailand. Isuzu Fuego auf den Philippinen, als JinBei SY10-Serie und Foton Aoling T-Serie in China. Als Isuzu Invader in Malaysia. Ebenfalls ersetzt durch den Isuzu D-Max.

### Naher Osten/Afrika
Meist als Opel Campo angeboten. Als Chevrolet T-Serie in Ägypten und  Isuzu Ippon in Israel.
Ebenfalls ersetzt durch den Isuzu D-Max.

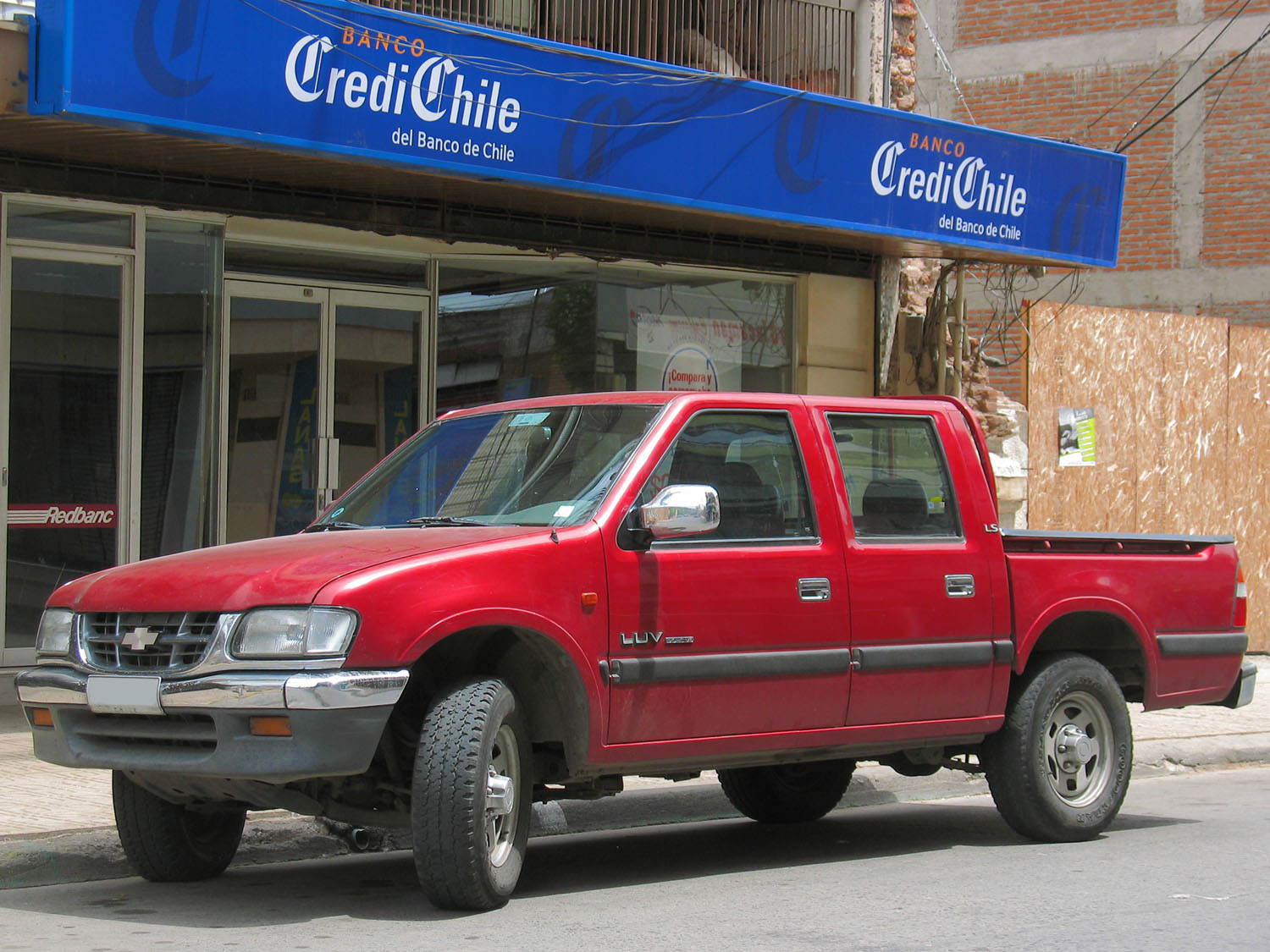
Chevrolet LUV
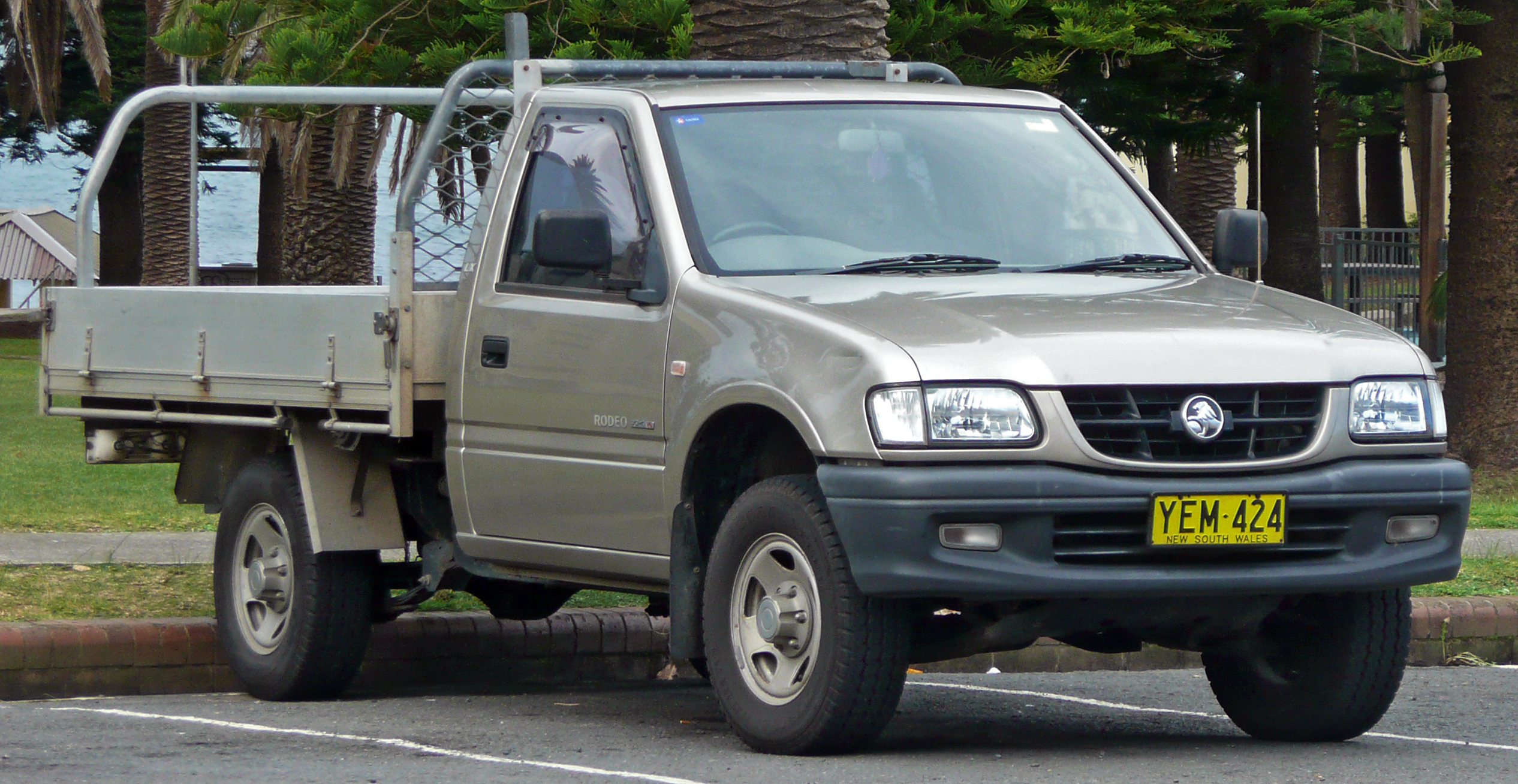
Holden Rodeo Facelift Version
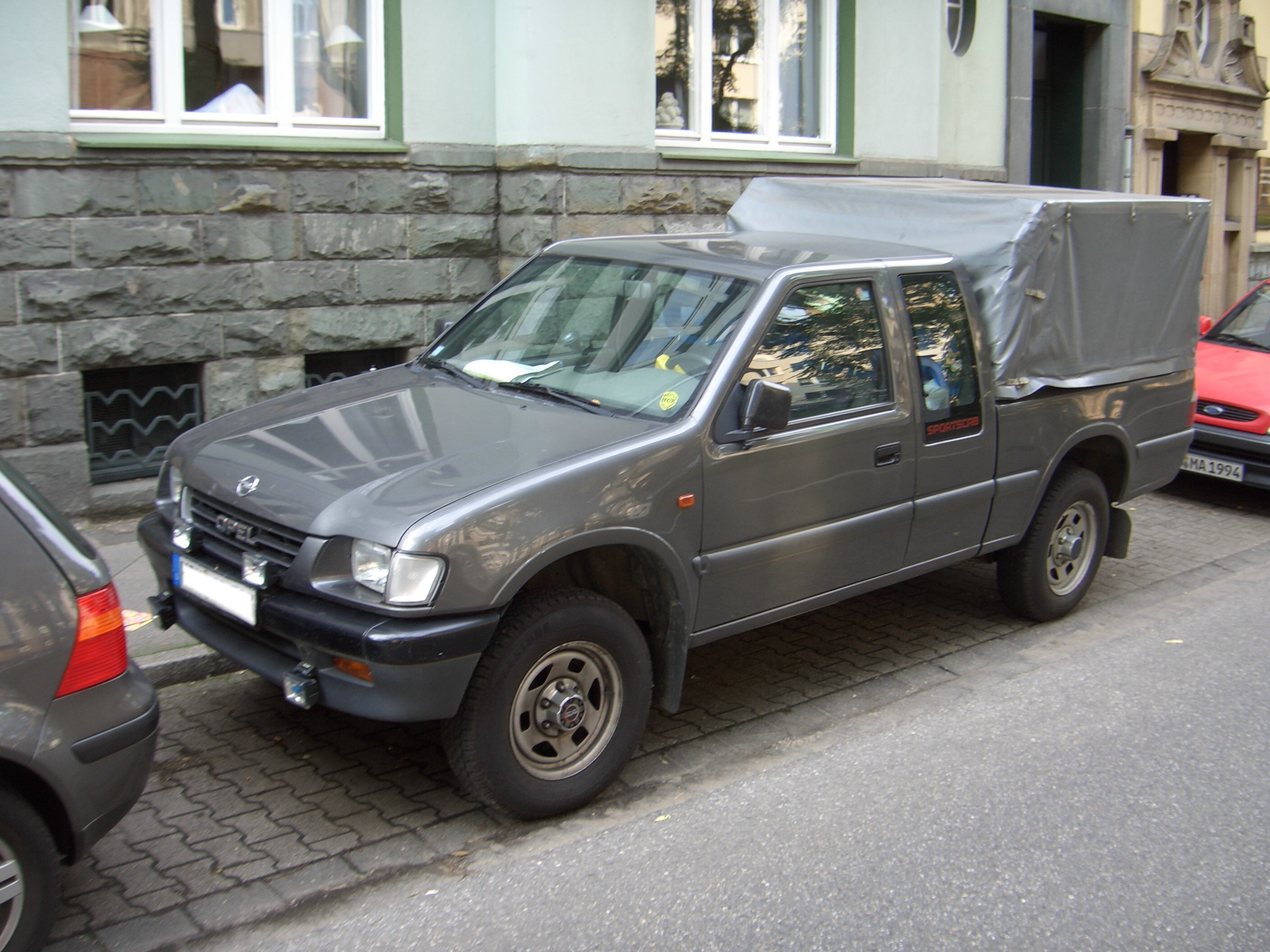
Opel Campo Sports Cab